# Скотланд, Джейсон
Джейсон Скотланд (англ. Jason Scotland; род. 18 февраля 1979, Морвант) — тринидадский футболист, игравший на позиции нападающего.

## Карьера

### Клубная
Воспитанник клуба «Сан-Хуан Джаблоти». В 2000 году был признан лучшим игроком тринидадской Про-лиги. В 2002 году переехал в Европу и заключил контракт с шотландским «Данди Юнайтед». Через два сезона Скотланд перешёл в «Сент-Джонстон», где был лучшим бомбардиром команды.
В 2007 году форвард перебрался в Англию, заключив контракт с «Суонси». В этой команде Сконтланд выступал вместе со своим соотечественником Деннисом Лоуренсом. По окончании сезона 2008/09 нападающий попал в символическую сборную Чемпионшипа.
Уверенные выступления помогли перебраться тринидадцу в Английскую Премьер-лигу. В ней он провёл один сезон за «Уиган». В 32 матчах первенства Скотланду удалось отличиться только один раз.
Затем нападающий выступал за английские «Ипсвич» и «Барнсли». С 2014 года Джейсон Скотланд являлся игроком шотландского клуба «Гамильтон Академикал».

### Сборная
За сборную Тринидада и Тобаго нападающий выступал в течение 11 лет. В 2006 году он был в заявке команды на чемпионате мира по футболу в Германии. Также Скотланд принимал участие в Золотом кубке КОНКАКАФ 2005 года. Всего за сборную форвард провёл 41 игру и забил 8 голов.

## Тренера
Работал с юношескими командами «Гамильтон Академикала». В январе 2019 года Скотланд заменил у руля главной команды Мартина Каннинга.

## Достижения

### Командные
- Финалист Кубка Шотландии: 2004/05.
- Чемпион Тринидада и Тобаго по футболу: 1999.
- Победитель Карибского клубного чемпионата: 2001.

### Личные
- Лучший футболист чемпионата Тринидада и Тобаго по футболу: 2000.